# Eurhopalothrix procera
Eurhopalothrix procera é uma espécie de formiga do gênero Eurhopalothrix, pertencente à subfamília Myrmicinae.